# キング牧師記念日
キング牧師記念日（キングぼくしきねんび、英語: Martin Luther King Jr. Day、別名マーティン・ルーサー・キング・ジュニアの日）は、マーティン・ルーサー・キング・ジュニアの誕生日をアメリカ合衆国の国民の祝日としたものである。この祝日は 月曜休日統一法 のもとで設定された祝日と同様に、キング牧師の誕生日のあたりである、1月の第三月曜日に行われている。

## 歴史

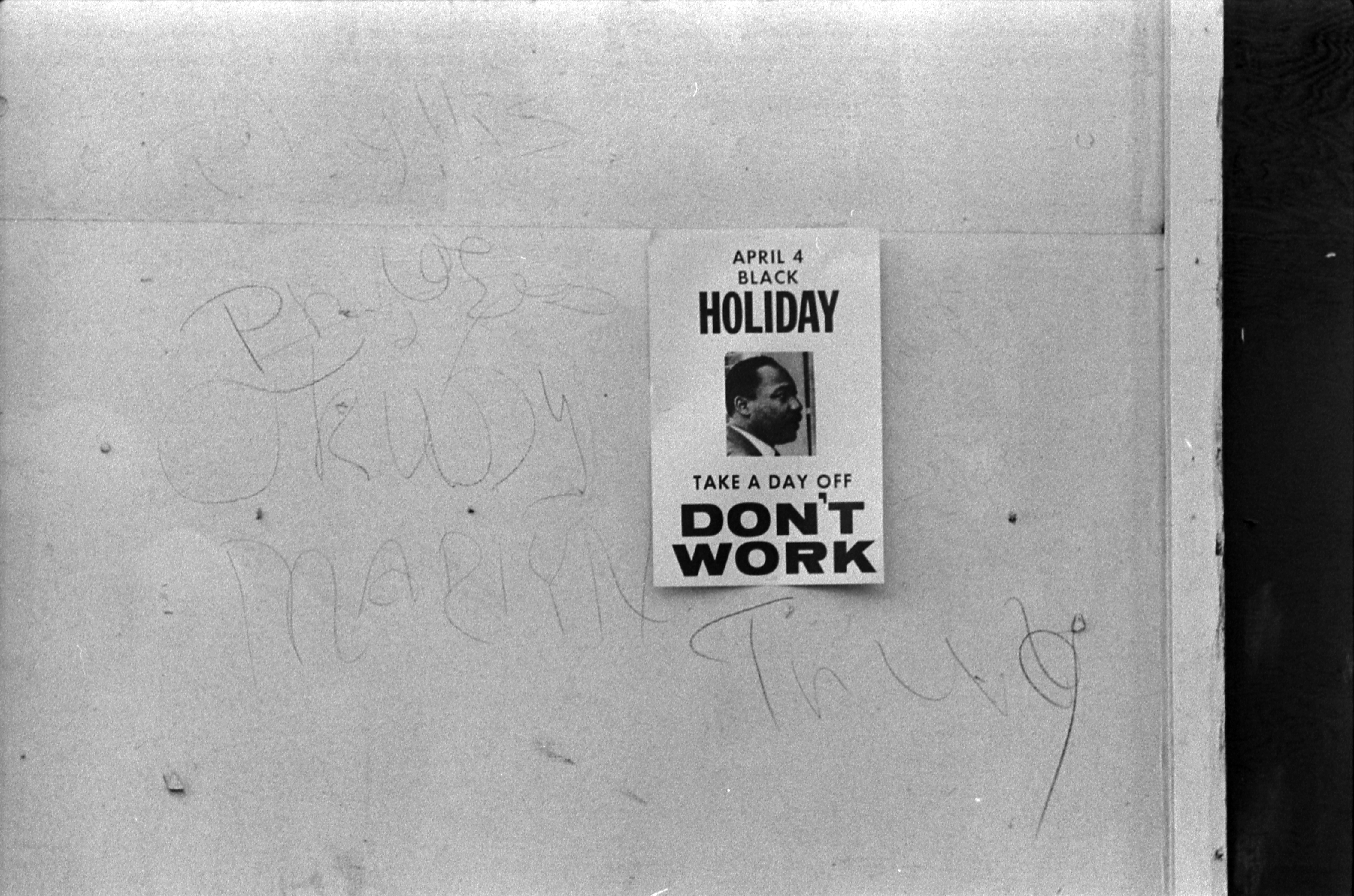
マーティン・ルーサー・キング・ジュニアの暗殺をしのぶ記念日を促進する1969年のサイン

祝日としてのキング牧師記念日のアイデアは契約交渉の元で労働組合によって催促された。 キング牧師の死後、 アメリカ合衆国下院議員ジョン・コニャーズ（ミシガン州の民主党員）とアメリカの上院議員のエドワード・ブルーク（マサチューセッツ州の共和党員）は議会でキング牧師記念日を作るために法案をすすめた。最初の法案は1979年にアメリカ合衆国下院に提出され投票が行なわれたが、法案可決に必要な票に5票届かないものであった 。反対者が言及しているおもな2つの意見は、有給の休日に対して連邦職員に払われる給与が高くなりすぎることと、民間人を讃えるための休日は長年続いている伝統に反対してしまうことである（キング牧師は公職についたことがない）。アメリカにおける国民の祝日としてはほかに人を記念するものが2つだけある（ジョージ・ワシントンとクリストファー・コロンブスである）。

すぐ後に、キング牧師センターは企業団体と一般市民から支援団体に頼った。スティービー・ワンダーが1980年の運動を社会に広めるためシングル曲"Happy Birthday"を出した、そして1981年にthe Rally for Peace Press Conferenceを運営したとき、戦略の成功は確定した。この法案を通すために議会に600万の署名が集められた。2006年の『ザ・ネイション』の記事には「アメリカの歴史上最も大きな賛成への請願である」と記されている。

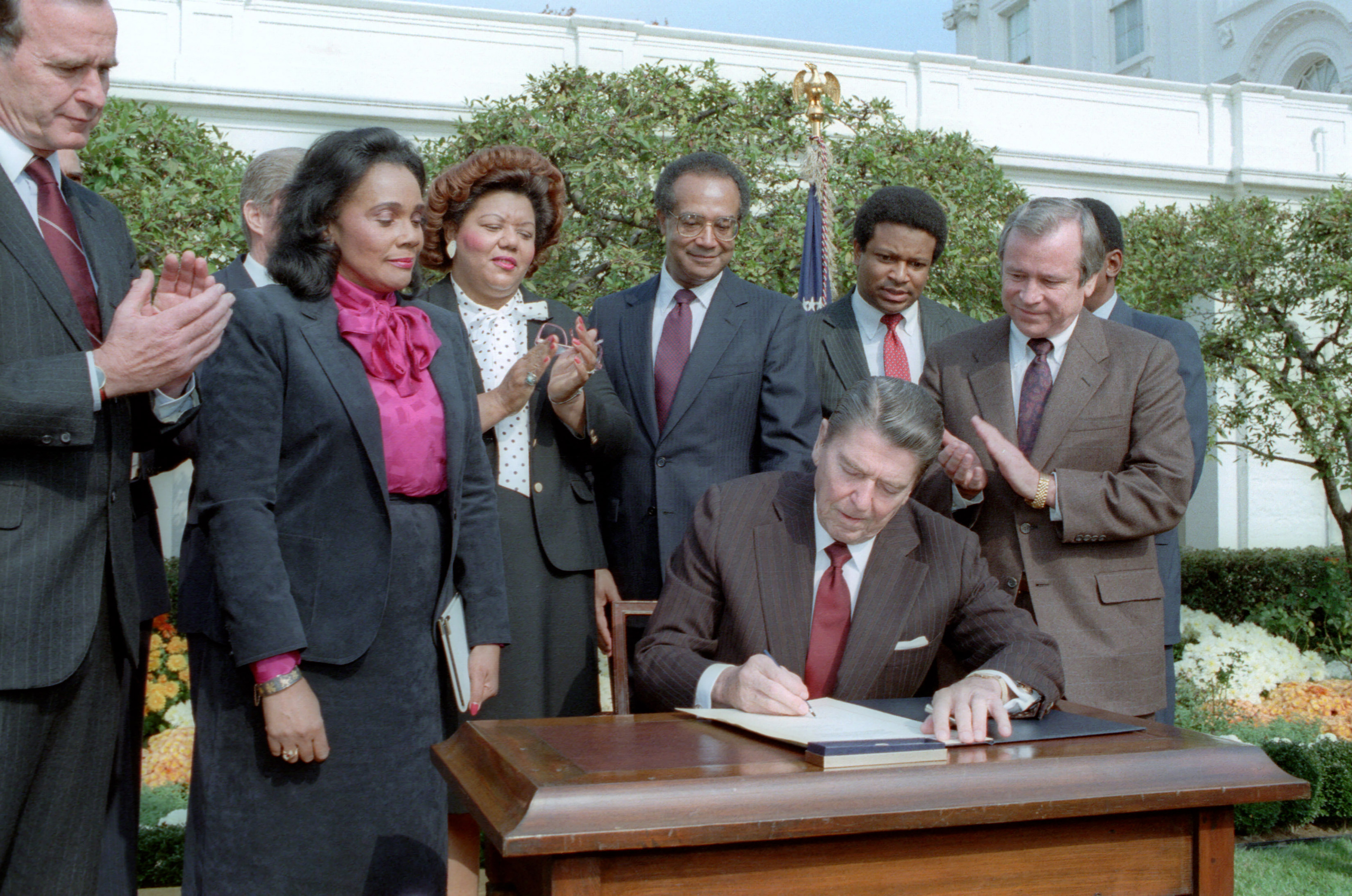
キング牧師記念日シンギングセレモニーでのロナルド・レーガンとコレッタ・スコット・キング

上院議員のジェシー・ヘルムズとジョン・ポーター・イースト（両方ともノース・カロライナの共和党員）はこの祝日に対して反対を指導し、キング牧師はそれほどの名誉を受けるのに十分なほど重要かと疑問を抱いた。ヘルムズはキング牧師のベトナム戦争に対する反対を非難し、彼の「行動指向的なマルクス主義」を非難した。ヘルムズはその法案に対して議事妨害を指導して、1983年10月3日に上院に対し、キング牧師は共産主義者とのつながりを持っていると300ページの書類を提出した。ニューヨークの上院議員のダニエル・パトリック・モイニハンはその書類を「汚物の小包」と明言し、それを上院の床に投げて踏みつけた。
ロナルド・レーガン大統領はもともとは費用の不安から祝日には反対だった。彼がヘルムズのキング牧師は共産主義者だという批判に対してコメントを求められたとき、大統領は従来のFBIの隠されていた監視の情報を参照して「私たちは35年間もあればそれを知ることになるだろう、そうだろ？」と言った。 しかし1983年11月2日にレーガンはインディアナ州のケイティー・ホール代表によって提案されたキング牧師に敬意を表する祝日を作るための法案にサインした。 その法案は拒否権を覆すほどの票差の338対90で下院を通った。 1986年の1月20日に初めてその祝日は行われた。
その法案は、祝日の慣習を監督するためにキング牧師記念日委員会も設立させた、そしてキング牧師の妻であるコレッタ・スコット・キングは1989年の3月にジョージ・H・W・ブッシュ大統領によりこの委員会のメンバーに生涯任命された。

## 州レベルでの決議
キング牧師を尊敬する国民の祝日は1983年に法案にサインされて、3年後法が発効した。1991年になってようやくニューハンプシャー州議会が市民権の日を作り断食の日を廃止したので全ての州でこの祝日が行われるようになった。2000年に、「人権の日」が公式に「キング牧師記念日」へと変えられたとき、ユタ州が最後にキング牧師記念日と名付けられた祝日を導入した州になった。
1986年にアリゾナ州知事のブルース・バビットという民主党員が退職する前に行政府の命令によりマーティン・ルーサー・キングの有給の祝日を作ったが、1987年にバビットの共和党員後任者であるエヴァン・ミーカムは就任した翌日に司法長官の意見を引用してバビットの命令は違法であると言ってバビットの決定を破棄した。 その年の後は、アリゾナでミーカムは1月の第3日曜日を無給の祝日ではあるが「マーティン・ルーサー・キング・ジュニア/人権の日」と宣言した。1990年、アリゾナの有権者はキング牧師記念日を州で働く従業員にとって有給の祝日にするために投票の機会を与えられた。 それと同じ年、NFLは、キング牧師記念日が否決されるなら、アリゾナで1993年に開催予定だった第27回スーパーボウルを変更すると脅した。 11月の選挙では、301改正案では有給祝日表のコロンブスの日と入れ替えるか、302改正案ではリンカーンとワシントンの日をキング牧師記念日のために空けるため1つの日にするかと有権者は2つ提案された。どちらの対策も通過しなかった。2つの法案でより人気であった302改正案も49％の賛成しか得られず、302改正案に反対した人の中にも301改正案に賛成した人もいた。その結果、その州は第27回スーパーボウルを行うチャンスを失い、その後、カリフォルニア州のパサデナのローズボウルで行われた。1992年の国民投票では、有権者はキング牧師記念日を有給にするという1つの選択権が与えられ、休日の州レベルでの承認を認めた。
2000年の5月2日にサウスカロライナ州の知事、ジム・ホッジズはキングの誕生日を公式の州の祝日にするという法案に署名した。サウスカロライナは全ての州の従業員のための有給にする祝日を承認した最後の州である。これより前に、従業員はキング牧師記念日か3つの南部連邦の祝日の1つを祝うことを選ぶことができた。

## 別名
現在、全ての州がキング牧師記念日を守っているが、いくつかの州はその日をキング牧師にちなんで名付けてはいない。例えば、ニューハンプシャー州では、その休日は1999年まで「公民権の日」として知られていた。それから、州の法律で休日の名前をキング牧師記念日に変えた。いくつかの州もキングの誕生日と他の式典の祝典を結合するようになっている。
- アラバマ州: "Robert E. Lee/Martin Luther King Birthday".[21]
- アリゾナ州: "Martin Luther King Jr./Civil Rights Day".[22]
- アーカンソー州: "Dr. Martin Luther King Jr. and Robert E. Lee's Birthdays".[23]
- アイダホ州:"Martin Luther King Jr.–Idaho Human Rights Day"[24]
- ミシシッピ州: "Martin Luther King's and Robert E. Lee's Birthdays".[25]
- ニューハンプシャー州: its official name is "Martin Luther King Jr. Civil Rights Day".[26]
- バージニア州: it was known as Lee–Jackson–King Day, combining King's birthday with the established Lee–Jackson Day.[13] In 2000, Lee–Jackson Day was moved to the Friday before Martin Luther King Jr. Day, establishing Martin Luther King Jr. Day as a holiday in its own right.[27]

## 職場での遵守
2007年全体で、33%の企業が従業員に休日を与え、前年より2％増加している。大企業と中小企業でほとんど違いはなく、1,000人を超える従業員の企業では33%で、1,000人未満の企業では32%だった。その奉仕活動は非営利的な組織の間では最も普及していて、工場や製造会社の間では最も普及していなかった。

## キング牧師記念日の奉仕活動

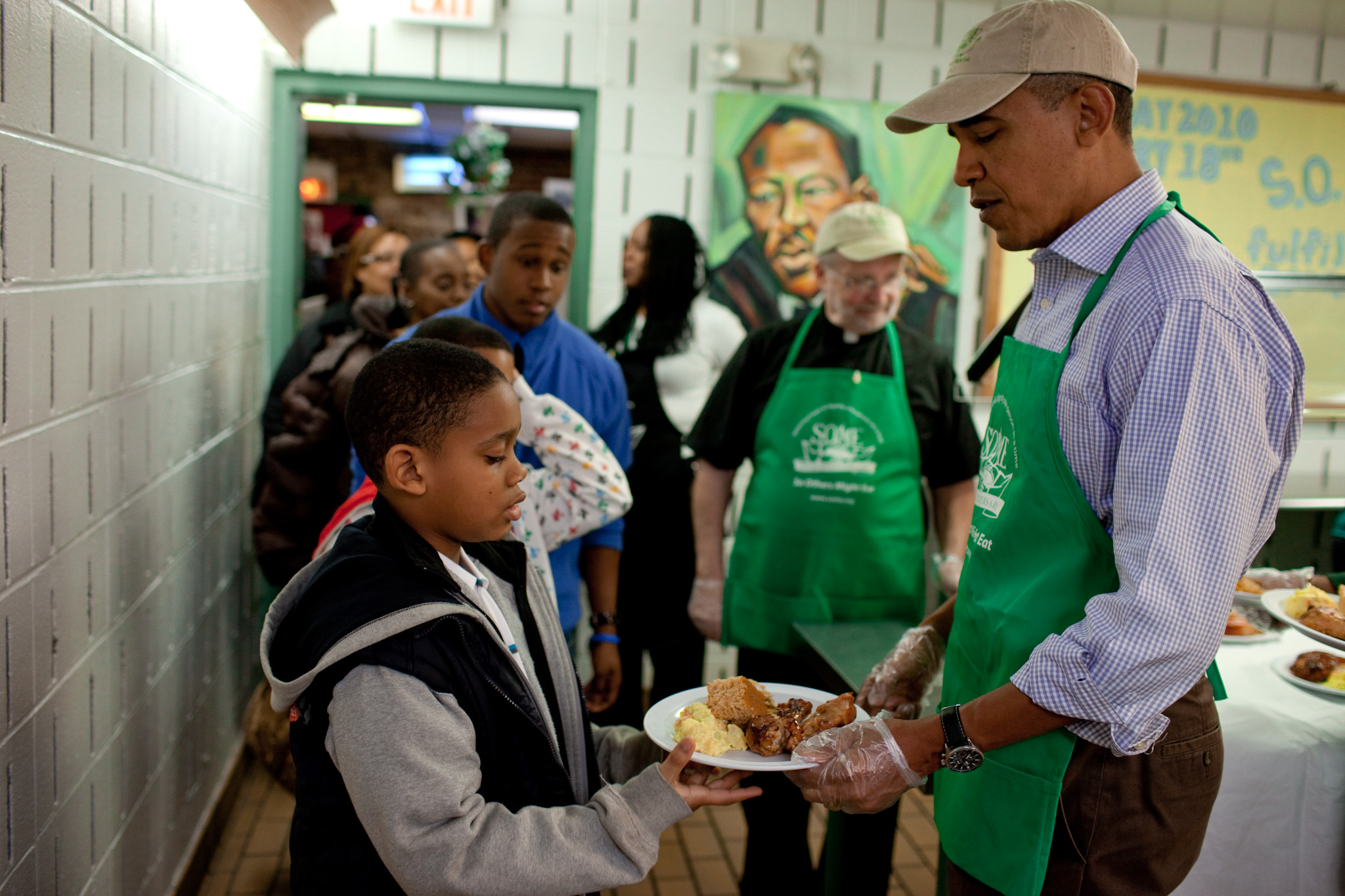
2010年1月18日ワシントンのスープキッチンで、キング牧師記念日の奉仕活動での儀礼でバラク・オバマ大統領がSo Others Might Eatの食堂で昼食を配っている写真である。

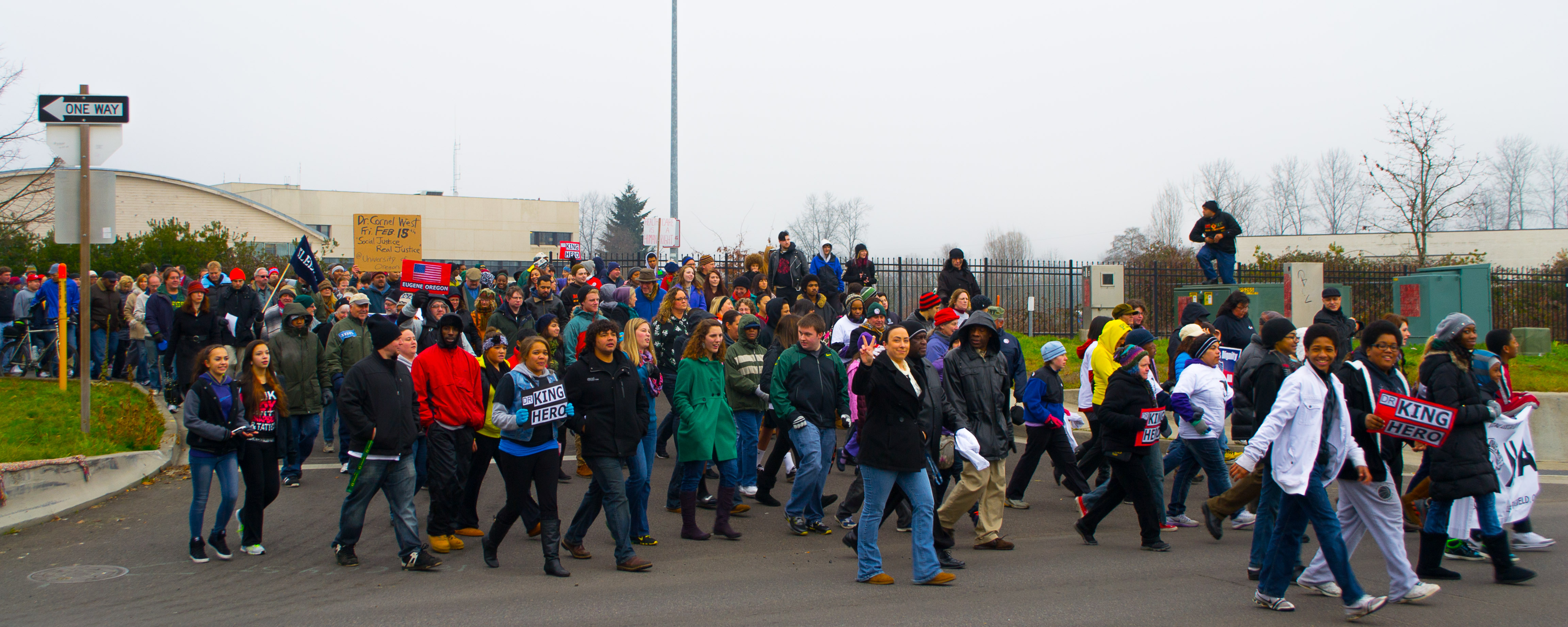
オレゴン州でのキング牧師記念日の行進

国民的なマーティン・ルーサー・キングの日の奉仕活動は、ペンシルバニア州の前上院議員ハリス・ウォフォードとアトランタの下院議員ジョン・ルイスにより始められた。彼らは「キング牧師記念日と奉仕活動法」の法案を作成している。連邦法はアメリカ人にキング牧師の休日をキング牧師の名誉において国民の活動によるボランティア奉仕活動の日に変えようと促している。連邦法は1994年8月23日にビル・クリントン大統領により法律として署名された。1996年から、ウォフォードの前参事官であるトッド・バーンスタインが毎年大フィラデルフィアでキング牧師記念日の奉仕活動を指導していて、それはキング牧師を誉め称える国家の中で最も大きな行事となっている。
歴代大統領によって行われてきた奉仕活動だが、ドナルド・トランプ大統領は2018年1月15日のキング牧師記念日にフロリダ州の別荘からゴルフ場を訪れたため、慣例を守らなかったとして米国のメディアが批判した。

## 日付
1986–2100
|         | 年   |      |      |      |      |      |      |      |      |      |      |      |      |      |      |      |      |      |      |      |      |
| 1月21日 |      | 1991 |      | 2002 | 2008 | 2013 | 2019 |      | 2030 | 2036 | 2041 | 2047 |      | 2058 | 2064 | 2069 | 2075 |      | 2086 | 2092 | 2097 |
| 1月20日 | 1986 | 1992 | 1997 | 2003 |      | 2014 | 2020 | 2025 | 2031 |      | 2042 | 2048 | 2053 | 2059 |      | 2070 | 2076 | 2081 | 2087 |      | 2098 |
| 1月19日 | 1987 |      | 1998 | 2004 | 2009 | 2015 |      | 2026 | 2032 | 2037 | 2043 |      | 2054 | 2060 | 2065 | 2071 |      | 2082 | 2088 | 2093 | 2099 |
| 1月18日 | 1988 | 1993 | 1999 |      | 2010 | 2016 | 2021 | 2027 |      | 2038 | 2044 | 2049 | 2055 |      | 2066 | 2072 | 2077 | 2083 |      | 2094 | 2100 |
| 1月17日 |      | 1994 | 2000 | 2005 | 2011 |      | 2022 | 2028 | 2033 | 2039 |      | 2050 | 2056 | 2061 | 2067 |      | 2078 | 2084 | 2089 | 2095 |      |
| 1月16日 | 1989 | 1995 |      | 2006 | 2012 | 2017 | 2023 |      | 2034 | 2040 | 2045 | 2051 |      | 2062 | 2068 | 2073 | 2079 |      | 2090 | 2096 |      |
| 1月15日 | 1990 | 1996 | 2001 | 2007 |      | 2018 | 2024 | 2029 | 2035 |      | 2046 | 2052 | 2057 | 2063 |      | 2074 | 2080 | 2085 | 2091 |      |      |

## 参照
1. ↑  “Federal Holidays”.   Opm.gov. 2014年1月20日閲覧。
2. 1 2  Jones, William P. (2006年1月30日). “Working-Class Hero”. The Nation.  オリジナルの2011年1月16日時点におけるアーカイブ。 2011年1月17日閲覧。
3. 1 2  Wolfensberger, Don (2008年1月14日). “The Martin Luther King Jr. Holiday: The Long Struggle in Congress, An Introductory Essay”.   Woodrow Wilson International Center for Scholars. 2011年1月16日時点のオリジナルよりアーカイブ。2011年1月16日閲覧。
4. 1 2  Dewar, Helen (1983年10月4日). “Helms Stalls King's Day in Senate”. The Washington Post:  p. A01.  オリジナルの2011年1月16日時点におけるアーカイブ。 2011年1月16日閲覧。
5. ↑  Romero, Frances (2010年1月18日). “A Brief History of Martin Luther King Jr. Day”. Time
6. ↑  Courtwright, David T. (2010). No Right Turn: Conservative Politics in a Liberal America. Cambridge, Massachusetts: Harvard University Press. p. 13. ISBN 0-674-04677-3
7. ↑  Younge, Gary (September 2–9, 2013). “The Misremembering of 'I Have a Dream'”. The Nation 2015年4月12日閲覧。.
8. ↑  Woolley, John T. (1983年11月2日). “Ronald Reagan: Remarks on Signing the Bill Making the Birthday of Martin Luther King Jr., a National Holiday”.   The American Presidency Project. 2011年1月16日時点のオリジナルよりアーカイブ。2011年1月16日閲覧。
9. ↑  Pub.L. 98–399, 98 Stat. 1475 1983年11月2日制定
10. ↑  Woolley, John T. (1989年5月17日). “George Bush: Remarks on Signing the Martin Luther King Jr., Federal Holiday Commission Extension Act”.   The American Presidency Project. 2011年1月16日時点のオリジナルよりアーカイブ。2011年1月16日閲覧。
11. ↑  Pub.L. 101–30, 103 Stat. 60 1989年5月17日制定
12. ↑  Gilbreth, Donna (1997年). “Rise and Fall of Fast Day”.   New Hampshire State Library. 2011年1月17日時点のオリジナルよりアーカイブ。2011年1月17日閲覧。
13. 1 2  Petrie, Phil W. (May–June 2000). “The MLK holiday: Branches work to make it work”. The New Crisis. 2008年11月12日閲覧。
14. ↑  Ye Hee Lee, Michelle (2012年1月15日). “Recalling Arizona's struggle for MLK holiday”. The Arizona Republic 2013年1月20日閲覧。
15. ↑  “Civil Rights Day in United States”. timeanddate.com.   Time and Date AS. 2015年4月12日閲覧。
16. 1 2  “tucsonsentinel.com”.   tucsonsentinel.com. 2013年2月5日閲覧。
17. ↑  “STATE OF ARIZONA OFFICIAL CANVASS – GENERAL ELECTION – November 6, 1990” (PDF). Arizona Secretary of State ~ Home Page.   Arizona Secretary of State. p. 12 (1990年11月26日). 2015年4月11日閲覧。
18. ↑  Reingold, Beth (2000). Representing Women: Sex, Gender, and Legislative Behavior in Arizona and California. Univ of North Carolina Press. pp. 66–. ISBN 9780807848500 2014年5月4日閲覧。
19. ↑  The History of Martin Luther King Day, Infoplease
20. ↑  Goldberg, Carey (1999年5月26日). “Contrarian New Hampshire To Honor Dr. King, at Last”. The New York Times.  オリジナルの2011年1月17日時点におけるアーカイブ。 2011年1月17日閲覧。
21. ↑  “Calendar”. Alabama.gov. 2016年10月14日閲覧。
22. ↑  “1–301. Holidays enumerated”.   Arizona Legislature. 2016年10月14日閲覧。
23. ↑  “State Holidays Calendar”. Arkansas.gov. 2016年10月14日閲覧。
24. ↑  “TItle 73”. Idaho.gov. 2016年10月14日閲覧。
25. ↑  “State Holidays”. MS.gov. 2016年10月14日閲覧。
26. ↑  “CHAPTER 288 HOLIDAYS”.   New Hampshire General Court. 2016年10月14日閲覧。
27. ↑  Duran, April (2000年4月10日). “Virginia creates holiday honoring Dr. Martin Luther King Jr.”. On The Lege (Virginia Commonwealth University).  オリジナルの2011年1月17日時点におけるアーカイブ。 2011年1月17日閲覧。
28. ↑  Cody, Karen James (2007年1月9日). “More Employers Plan to Observe Martin Luther King Day”.   Bureau of National Affairs. 2011年1月17日時点のオリジナルよりアーカイブ。2016年10月14日閲覧。
29. ↑  “MLK Day – 1.18.2016”. Corporation for National and Community Service. 2016年10月14日閲覧。
30. ↑  Moore, Doug (2011年1月16日). “MLK events in Missouri form man's legacy”. St. Louis Post-Dispatch.  オリジナルの2011年1月17日時点におけるアーカイブ。 2016年10月14日閲覧。
31. ↑  “Greater Philadelphia Martin Luther King Day of Service”.   Global Citizen. 2016年10月14日閲覧。
32. ↑  キング牧師記念日、トランプ氏はゴルフ 奉仕が慣例  朝日新聞DIGITAL、2018年1月22日閲覧